# O2 Arena (Praga)
Praga Sazka Arena Oh O2 Arena (estilizado como O₂), antes llamado Sazka Arena, es un estadio multiusos de Praga, República Checa. Fue construido para el Campeonato Mundial de Hockey Hielo de 2004.
El O₂ arena es la casa del equipo HC Slavia Praha de la Czech Extraliga. También fue la sede de Final Four de la Euroliga en 2006. O₂ Arena ha sido el lugar en que se han ofrecido una gran variedad de conciertos desde su apertura, estos son los de artistas como Madonna, Céline Dion, Tina Turner, Beyonce Knowles, Above & Beyond, Depeche Mode, Kiss, R.E.M., Queen, Luciano Pavarotti, Phil Collins, Slade, Red Hot Chili Peppers, Guns N' Roses, Pearl Jam, Bryan Adams, Lenny Kravitz, Christina Aguilera, Shakira, Linkin Park, Gwen Stefani, Kylie Minogue, Pink, Coldplay, Vanessa Mae, AC/DC, Ozzy Osbourne, Lady Gaga, Aerosmith entre otros.
El O₂ arena es de fácil acceso, se puede llegar en transporte público, hay una estación de metro, la estación "Českomoravská" de la línea B, paradas de tranvía y paradas de autobús; la estación de tren "Praha Libeň" está muy cercana al O₂ arena también.

## Eventos
En octubre de 2008, los New York Rangers y Tampa Bay Lightning inauguraron la temporada 2008-09 de la NHL en el O₂ Arena con dos juegos.
En noviembre de 2008, el francés pionero de la electronia Jean Michel Jarre presentó su álbum Oxygène, como parte de la segunda etapa del tour Oxygène 30th anniversary tour.
En diciembre de 2008, el arena fue la sede de los playoff del Campeonato Mundial de Hockey Hielo de 2008, incluyendo el partido de Finlandia-Suecia, que finalizó.
En septiembre de 2017 es la sede de la primera edición de la Laver Cup de tenis.
En febrero de 2019, en la arena se desarrolló el primer evento de UFC en el país, UFC Fight Night 145.

## Historia
La construcción del arena (desde su inicio en septiembre de 2002) tuvo algunos problemas, pero que finalmente terminó a tiempo para acoger el torneo 2004.
En marzo de 2008, el edificio pasó a llamarse O₂ Arena.

## Datos técnicos
- Número de pisos: 6

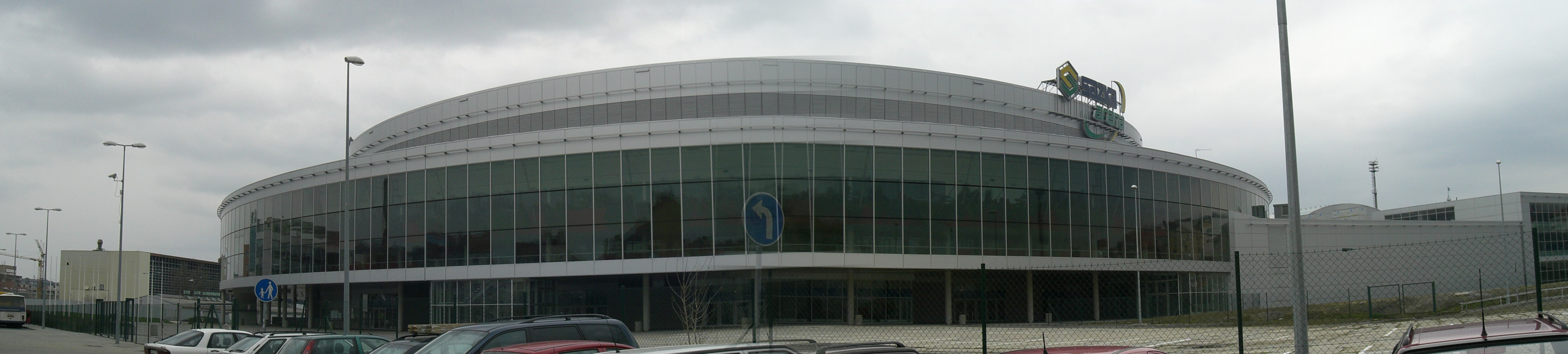
Panorama del O₂ Arena

- Superficie de cada piso: 35 000 m²
- Capacidad: 18 000 espectadores de pie (depende la acción)
- Club y Asientos de lujo: 2460
- Skyboxes: 66
- Salones de fiesta: 4
- Lugares en los bares, restaurantes y cafeterías: 2900
- Estacionamientos: 280 lugares
- Población de su zona de influencia: 1.5 a 1.8 millones de personas

## Galería

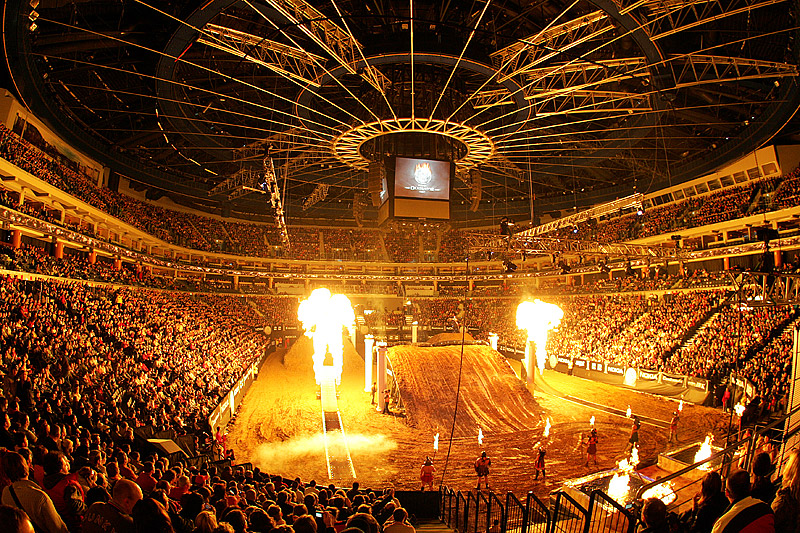
Interior del O₂ Arena
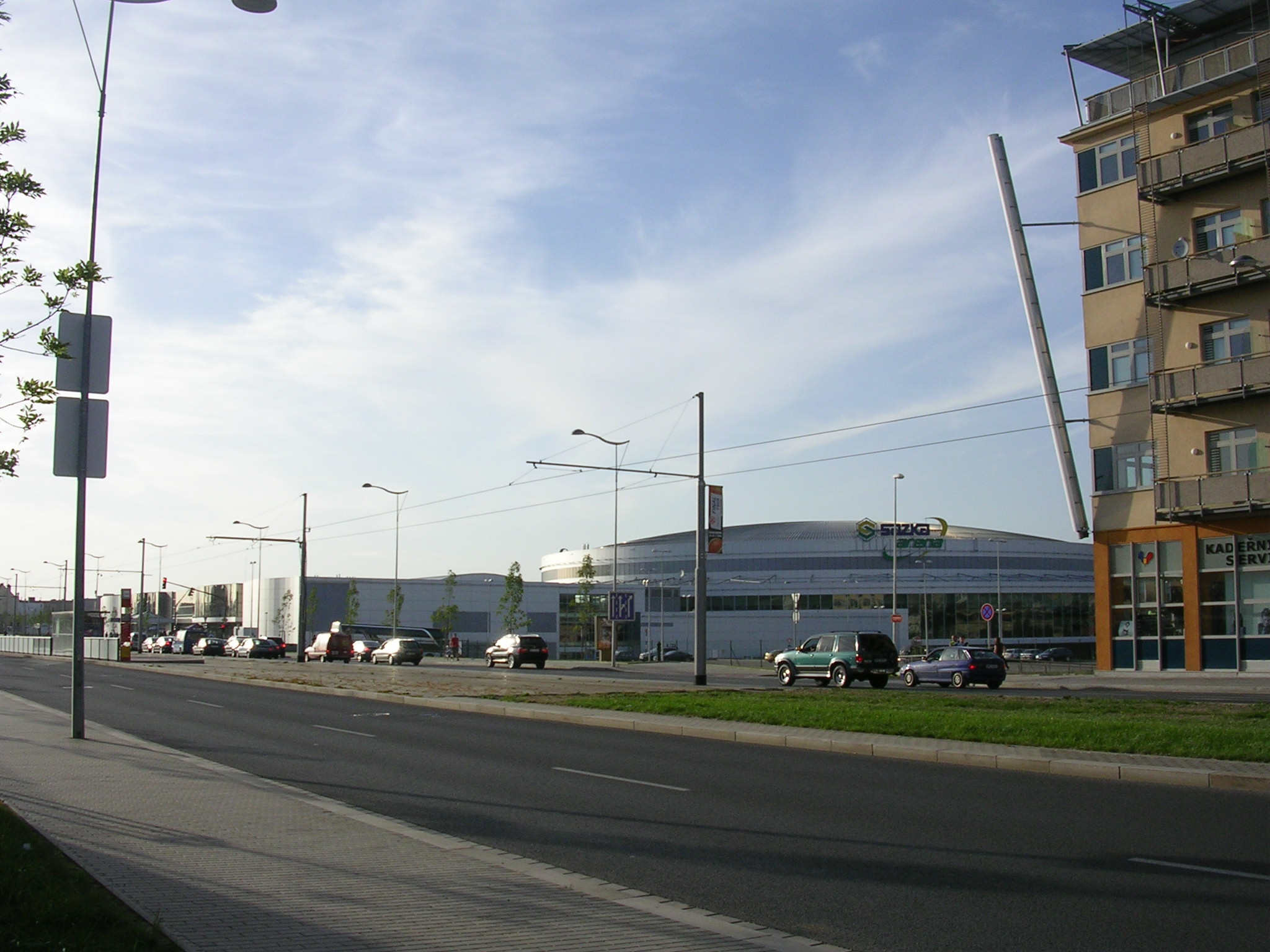
Vista de la calle Ocelářská